# 막스 플랑크 천체물리학 연구소

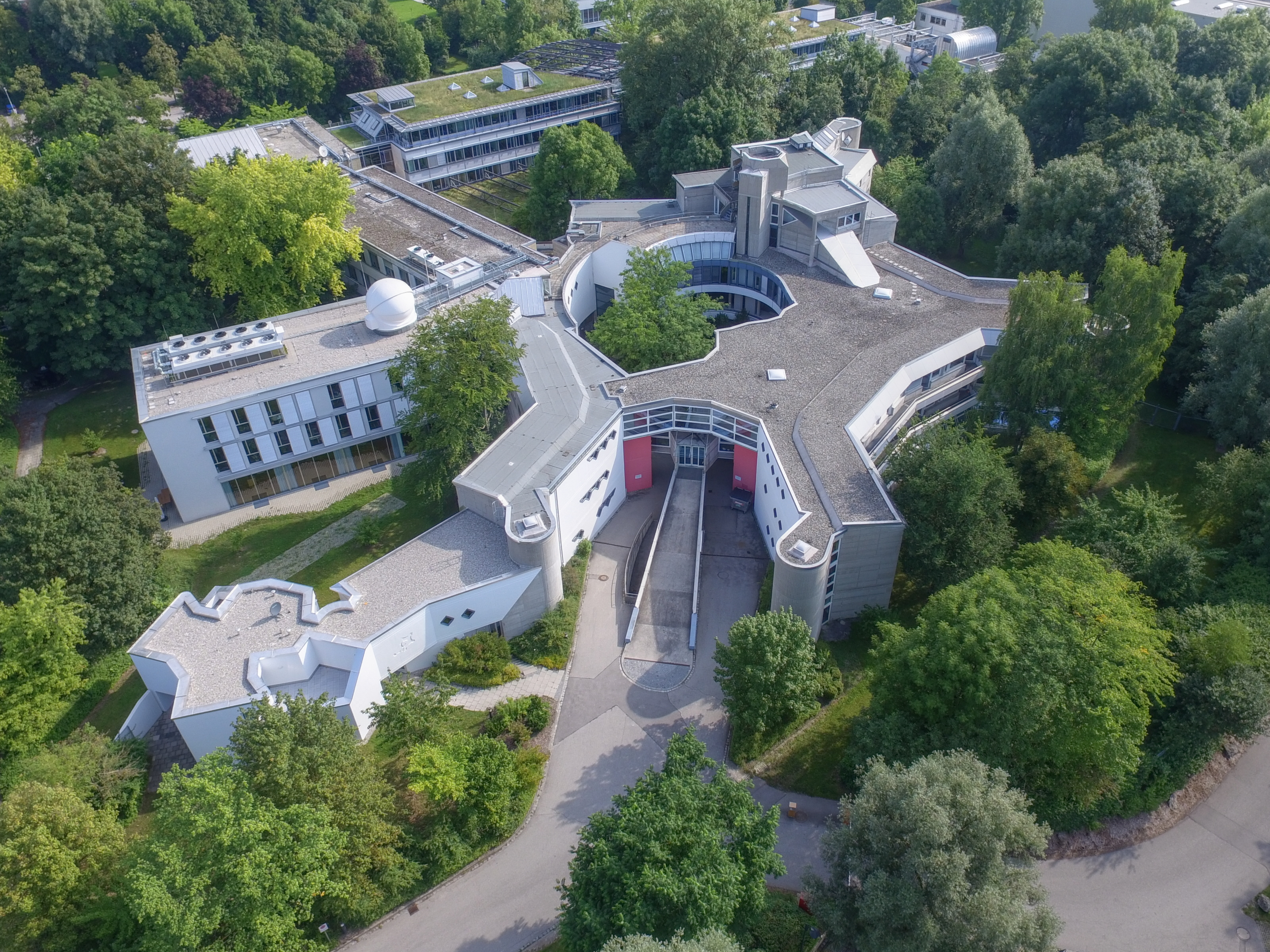
막스 플랑크 천체물리학 연구소 2016

막스 플랑크 천체물리학 연구소(영어: Max Planck Institute for Astrophysics, MPA)는 독일 바이에른주 뮌헨 바로 북쪽 가르힝에 위치한 연구 기관이다. 막스 플랑크 협회에 속한 많은 과학 연구 기관 중의 하나이다.
MPA는 이론 천체물리학 연구를 위한 세계 최고의 기관 중 하나로 널리 알려져 있다. 톰슨 로이터에 따르면 1999년부터 2009년까지 막스 플랑크 협회는 전체적으로 물리학 및 우주 과학 분야에서 세계의 다른 어떤 연구 기구보다 더 많은 논문을 발표하고 더 많은 인용을 축적했다.

## 역사
막스 플랑크 협회는 1948년 2월 26일에 설립되었다. 제2차 세계 대전 후 해산된 카이저 빌헬름 과학진흥회를 실질적으로 대체했다. 이 협회는 양자 이론의 창시자 중 한 명인 막스 플랑크의 이름을 따서 명명되었다.
MPA는 1958년 막스 플랑크 물리학 및 천체물리학 연구소로 설립되었는데, 1991년 막스 플랑크 천체물리학 연구소와 막스 플랑크 물리학 연구소로 분리되었다. 1995년에 수치 상대성 이론 그룹은 막스 플랑크 중력 물리학 연구소로 옮겼다.

## 조직
MPA는 천문학과 천체물리학을 전문으로 하는 여러 막스 플랑크 연구소 중 하나이다. 다른 연구 기관으로는 가르힝의 막스 플랑크 외계 물리학 연구소 (MPA 옆에 위치), 하이델베르크의 막스 플랑크 천문학 연구소, 본에 있는 막스 플랑크 전파 천문학 연구소, 괴팅겐의 막스 플랑크 태양계 연구소, 막스 플랑크 중력 물리학 연구소 (일명 알베르트 아인슈타인 연구소) 등이 있다.
연구소는 외계 물리학을 위한 MPI와 유럽 남방 천문대 본부 옆에 있다. 또한 뮌헨 루트비히 막시밀리리안 대학교 및 뮌헨 공과대학교와 긴밀한 협력 관계를 유지하고 있다.
연구소의 1년 중 항상, 약 50명의 과학자를 고용하고 30명 이상의 박사 과정 학생을 지도하며 약 20명의 방문 과학자를 호스트하고 있다(약 60명의 방문자가 1년에 2주 이상 머문다).
2021년을 기준으로, MPA의 4명의 소장은, 셀마 데 밍크, 기네베어 카우프만, 에이이치로 코마츠와 폴커 슈프링겔이다.
이전의 소장으로는, 루트비히 비에르만 (1958 – 75), 루돌프 키펜한 (1975 – 91), 사이먼 화이트 (1994 – 2019), 라시드 수냐에프 (1995 – 2018), 볼프강 힐레브란트 (1997 – 2009) 및 마르틴 아스풀룬트 (2007 – 2011)가 있다.

## 과학
이론적 조사에 중점을 둔 MPA는 천체물리학 분야의 광범위한 주제를 다루고 있으며, 여기에는 다음이 포함되어 있다.
- 우주론, 특히 은하의 형성과 진화, 재이온화, 우주 마이크로파 배경;
- 고에너지 천문학 및 천체물리학, 초거대질량 블랙홀, 은하단, 활성 은하핵 및 퀘이사, X선 쌍성 및 강착원반 등;
- 항성 물리학, 별의 진화와 초신성 및 감마선 폭발과 같은 별의 폭발 포함 .

## 대중 활동
MPA는 천체물리학적 개념을 설명하고 그 발견을 대중에게 전파하기 위해 노력하고 있다. 이러한 활동에는 MPA 과학자가 작성한 인기 있는 과학 기사, 학교 그룹을 주최하는 이벤트, 일반 대중에게 공개되는 이벤트 및 일반 청중을 위해 작성된 월간 연구 하이라이트가 포함되어 있다.

## 대학원생 프로그램
막스 플랑크 국제 천체물리학 연구 학교 (IMPRS, International Max Planck Research School for Astrophysics)은 천체물리학 박사 학위를 제공하는 대학원 프로그램이다. 이 스쿨은 뮌헨 루트비히 막시밀리안 대학교와 뮌헨 공과대학교와 공동 프로그램이다.